# Haplorhabdus
Haplorhabdus is een kevergeslacht uit de familie van de boktorren (Cerambycidae). De wetenschappelijke naam van het geslacht werd voor het eerst geldig gepubliceerd in 1917 door Aurivillius.

## Soorten
Haplorhabdus is monotypisch en omvat slechts de volgende soort:
- Haplorhabdus nymani Aurivillius, 1917